# ムスカ
ムスカ（英: Muska）は、スタジオジブリ制作のアニメーション映画『天空の城ラピュタ』に登場する架空のキャラクターで、本作の悪役。年齢は28歳。『ロマンアルバム』には32歳という記載もある。
担当声優は寺田農、英語吹き替え版ではマーク・ハミル。

## 人物像
継承名はロムスカ・パロ・ウル・ラピュタ（Romuska Palo Ur Laputa）。ラピュタ王家の分家であるパロ家の子孫である。
シータと同様にラピュタ王家の子孫であるが、彼女とは対照的に、ラピュタの力を自らの手中に収め、新たなラピュタ王として全世界に君臨することに強い野心を燃やす。ラピュタの記憶の大部分を喪失したトエル家（本家）出身のシータとは違い、パロ家（分家）出身のムスカは最初からラピュタについて精通しており、ラピュタの伝承を書き写した手帳を携帯していた。シータの一族は飛行石を受け継いできたが、彼の一族はラピュタの古文書を受け継いでおり、手帳に書き写していた情報はすべてこの古文書からのものである。茶色の髪に金色の瞳という容姿で、視力は低く、度の入ったサングラスを掛けている。
軍のラピュタ探索計画の指揮官であるモウロ将軍が、シータを拷問にかけて強引にラピュタの秘密を吐かせようと考えていたのに対し、ムスカは当初手荒な真似は控え、紳士的な態度を見せる。しかし、その本性は己の目的のためには手段を選ばず、何のためらいもなく平然と味方を裏切り、他人の命すらも平気で奪うなど極めて冷酷非情な性格である（上述の紳士的な態度を見せたシーンでも、パズーの命を盾にシータに脅迫的に協力を迫っており本性の一端をあらわにしている）。特に彼の座乗艦だったゴリアテをラピュタのロボット兵を使用し撃沈した際には、大勢の乗組員達が次々と海に落ちていく様子を見て「素晴らしい！最高のショーだと思わんかね」「見ろ、人がゴミのようだ！」と喜喜として叫んでいる。物語後半ではシータに対して躊躇なく直接的な暴力をふるう（後述）。
その一方で、詰めが甘いところもあり、冒頭のシーンでは無線交信に気を取られてシータにあっさりワインボトルで殴り倒されてしまったり、ロボット兵によるゴリアテの破壊をショーと称して大喜びで見物している隙を突かれ飛行石を奪い返されたりといった失態も演じている。
若くして大佐の地位に登り詰めている。教養も非常に高く、『旧約聖書』や『ラーマヤーナ』など古今東西の古典に通じており、さらにラピュタ文字を解読できるなど語学力にも卓越している。また射撃の腕も優れており、暗闇の中でシータの三つ編みを両方とも片手で撃ち抜き、中折れ式リボルバー（エンフィールド・リボルバー）の再装填をわずか3秒で完了させている。パズーに対して、ドーラが渡した“大砲”と勝負することを持ちかけるなど、射撃の腕には絶対的な自信を持っている。

### 政府内におけるムスカ
政府の特務機関（情報部）に所属している。階級は大佐で、政府の密命を受けて謎の空中城塞「ラピュタ」に関する極秘調査を行っている。空中海賊（空賊）のドーラと同様に暗号解読に長けており、相手の暗号を一瞬にして解読している。また、劇中での暗号強度は不明だが、モウロ将軍の打った暗号はドーラによって容易に解読されている。
場面によって、2人から4人ほど黒眼鏡をかけた部下が同行している様子が描かれている。ラピュタに侵入した際は2人の部下を連れていた。

## 名前
元々1つであったラピュタ王家は、地上に降りた際に2つに分かれた。
シータの継承名（『スタジオジブリ作品関連資料集1』等では本名と記載）は「リュシータ・トエル・ウル・ラピュタ」であるが、「ウル」はラピュタ語で「王」を、「トエル」は「真」を意味しており、合わせて「真のラピュタ王」、すなわち正統な王位継承者である事を表している。これに対して、ムスカの継承名「ロムスカ・パロ・ウル・ラピュタ」は、「ラピュタ王」ではあるものの、「真」を表す「トエル」がない。
なお、「パロ」（παρ-､〈par-〉）はギリシャ語で「従属」の意味を示している（パロディを参照）。つまりトエル・ウル・ラピュタ家が本家、パロ・ウル・ラピュタ家は分家である。
シータの家系は飛行石、ムスカの家系はラピュタに関する古文書をそれぞれ継承しており、劇中では古文書の写しと対訳を書き記した手帳を持ち歩いている。

## 作中での動向
プロローグ
物語の冒頭ですでにシータを捕らえており、夜間、飛行客船でどこかに移動していた最中にドーラ一家の襲撃を受け、逃げようとしたシータが誤って転落する。その直前、モールス信号を打っている最中にシータにワインの瓶で頭を殴られて気絶している。
序盤
翌日、シータを再び捕らえてティディス要塞に連行し、ロボット兵の残骸を見せて真実を話した（ただし自身の出自などについては伏せている）上で、彼女とともに拘束されたパズーの助命を条件にラピュタ探索への協力を強制した後、ようやくパズーを解放する。
翌朝、ロボットの暴走事故が起こり、そこに乱入したドーラ一家とパズーの手でシータを奪われるが、シータの「守りのまじない」によってラピュタの位置を指すようになった飛行石を手に入れ、モウロ将軍とともにゴリアテに座乗しラピュタへ向かう。
翌朝、巨大な低気圧の渦である「竜の巣」において遭遇したドーラ一家の飛行船を撃破し、全員を拘束。さらに飛行石が「竜の巣」の中心を指していることから、そのままゴリアテを進行させる。
ラピュタ到着後
飛行石が近づいたことで竜の巣が晴れ、その中心にあるラピュタに到着すると、モウロ以下兵士たちが金銀財宝を夢中で略奪している間にゴリアテの無線機を破壊して本国への連絡手段を断ち、同じくラピュタに到達していたシータを発見。逃げるシータの三つ編みをつかみ拘束する。
彼女を引き連れて、自分のみが知る半球体内部の通路を抜け、たどり着いた中心の部屋でラピュタの機能を掌握。自身の正体を明かし、ラピュタ王の即位とラピュタの復活を宣言する。裏切りに気づいて討伐に赴いてきた軍隊に「ラピュタの雷」でその力を見せつけ、さらにモウロとその部下たちを空中に放りだして抹殺、ゴリアテに逃げ込んだ兵士たちに対してもロボット兵を出動させて撃墜する。
しかし、ゴリアテ撃墜に高揚している隙を突かれて拘束していたシータに抵抗され、飛行石を奪われる。シータは逃げる最中、出会ったパズーに飛行石を預けている。
ラスト
玉座の間へ逃げたシータに追いつき、拳銃でシータの三つ編みを撃ち飛ばし飛行石を取り戻すよう脅迫し、そのすぐ後にパズーが駆けつけてきたパズーに飛行石を渡すか戦うか選ぶように迫る。またシータと話がしたいというパズーに対し「3分間待ってやる」と言い、猶予を与える。
銃への装填を終えた後、パズーに「時間だ、答えを聞こう」と告げるが、直後にシータとパズーの「滅びの言葉」によって飛行石が発した強い光を受けて視力を失い、悲鳴を上げながら辺りを逃げ惑うも、やがて崩壊する建物の床の割れ目から落ちて転落死する。ラピュタが崩壊するシーンでは、瓦礫やロボットが落ちていく中にムスカが小さく描かれている。

## その他
『未来少年コナン』のレプカとは服装や性格が似ており、『ジブリ・ロマンアルバム 天空の城ラピュタ』などの一部資料では、ムスカをレプカの先祖として紹介している。
当初、担当声優には根津甚八を予定していたが、根津に断られたためキャスティングは難航した。そんな中、テレビ放映された映画『ブレードランナー』吹替版を偶然視聴していた星野康二が、ロイ（ルトガー・ハウアー）を吹き替えた寺田の演技を「ムスカのイメージに重なる部分がある」と考えて宮崎に提案したことから、寺田が起用されることとなった。2021年のインタビューで寺田が述懐したところによれば、2日間で収録した当時のセリフはほとんど忘れており、東海大学では教え子たちから頼まれるも逆にセリフが何だったかを尋ねたほどであったが、レンタルビデオで本作を見直して復習し、3つくらいならセリフを言えるようになったという。